# Черетул (Телеорман)
Черетул (рум. Ceretul) насеље је у Румунији у округу Телеорман. Oпштина се налази на надморској висини од 105 m.

## Становништво
Према подацима из 2011. године у насељу је живело 1396 становника.